# Schloss Berg (Bayern)

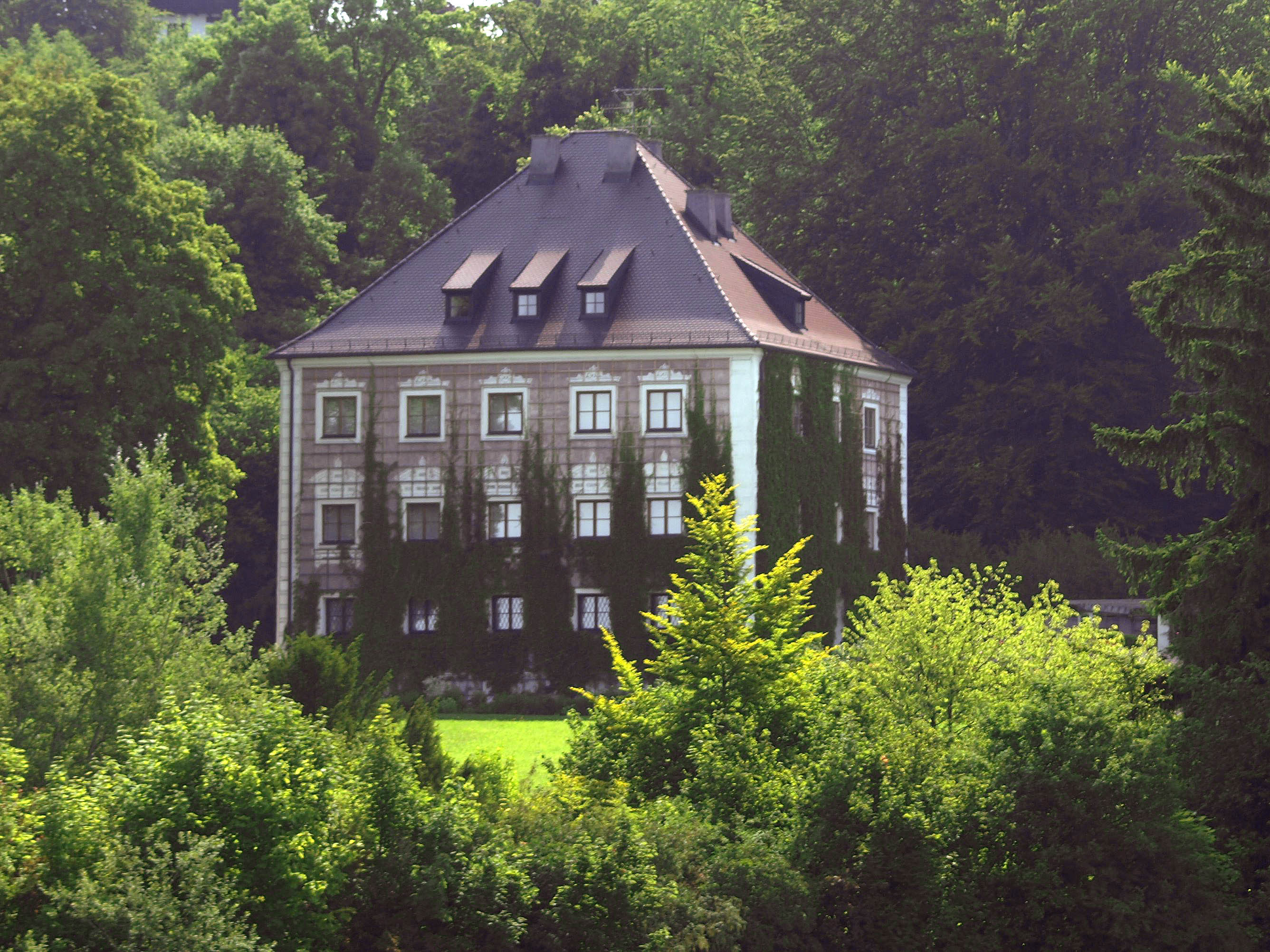
Schloss Berg, Ansicht von der Seeseite

Das Schloss Berg liegt am Ostufer des Starnberger Sees auf dem Gebiet der Gemeinde Berg im oberbayerischen Landkreis Starnberg. Bekannt wurde es durch den ungeklärten Tod von König Ludwig II. Die Anlage ist unter der Aktennummer D-1-88-113-14 als Baudenkmal verzeichnet. „Untertägige spätmittelalterliche und frühneuzeitliche Befunde im Bereich von Schloss Berg und seiner Vorgängerbauten mit zugehörigem Wirtschaftshof und barocken Gartenanlagen“ werden zudem als Bodendenkmal unter der Aktennummer D-1-8034-0149 geführt.

## Geschichte

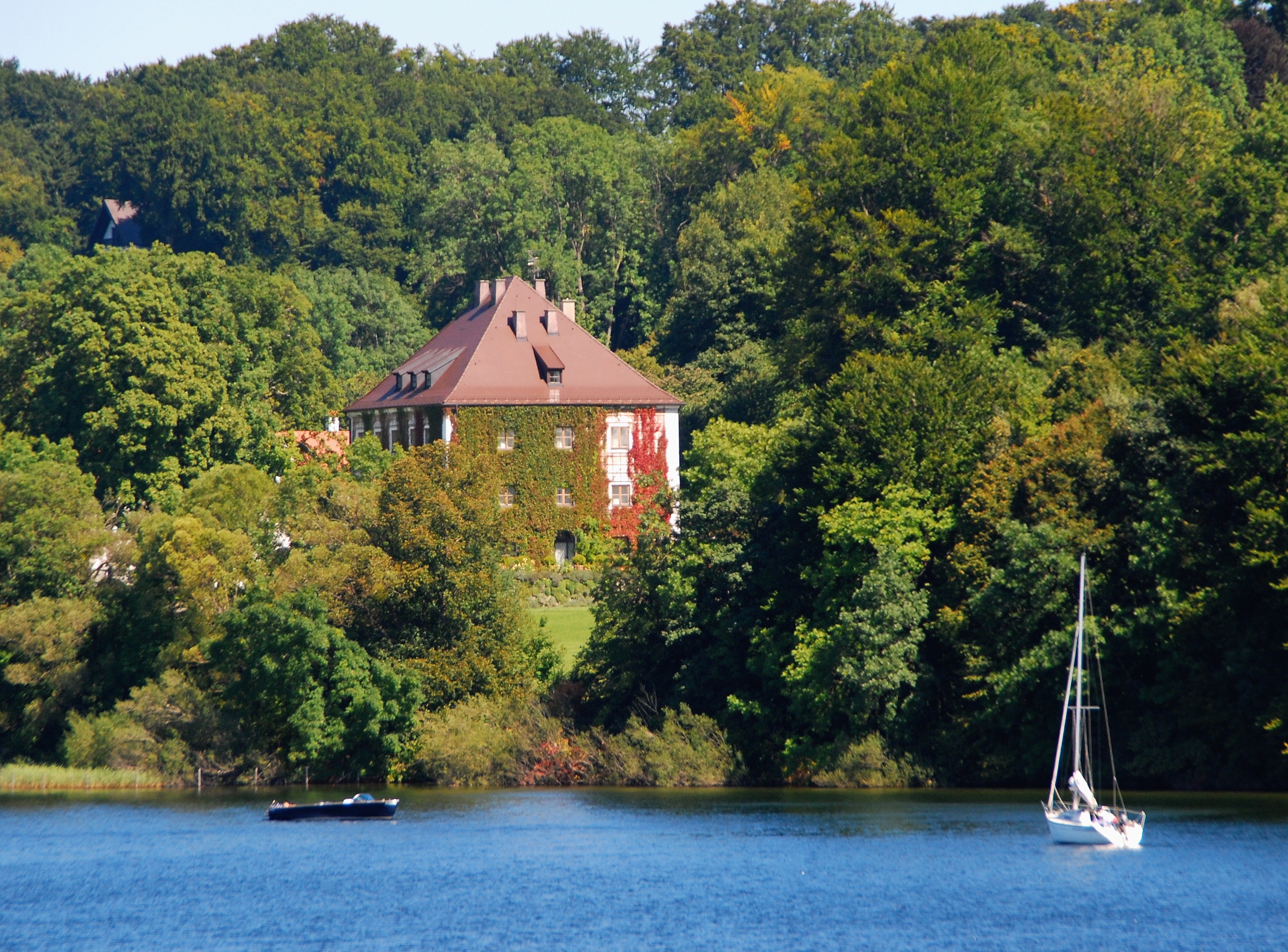
Schloss Berg am Starnberger See

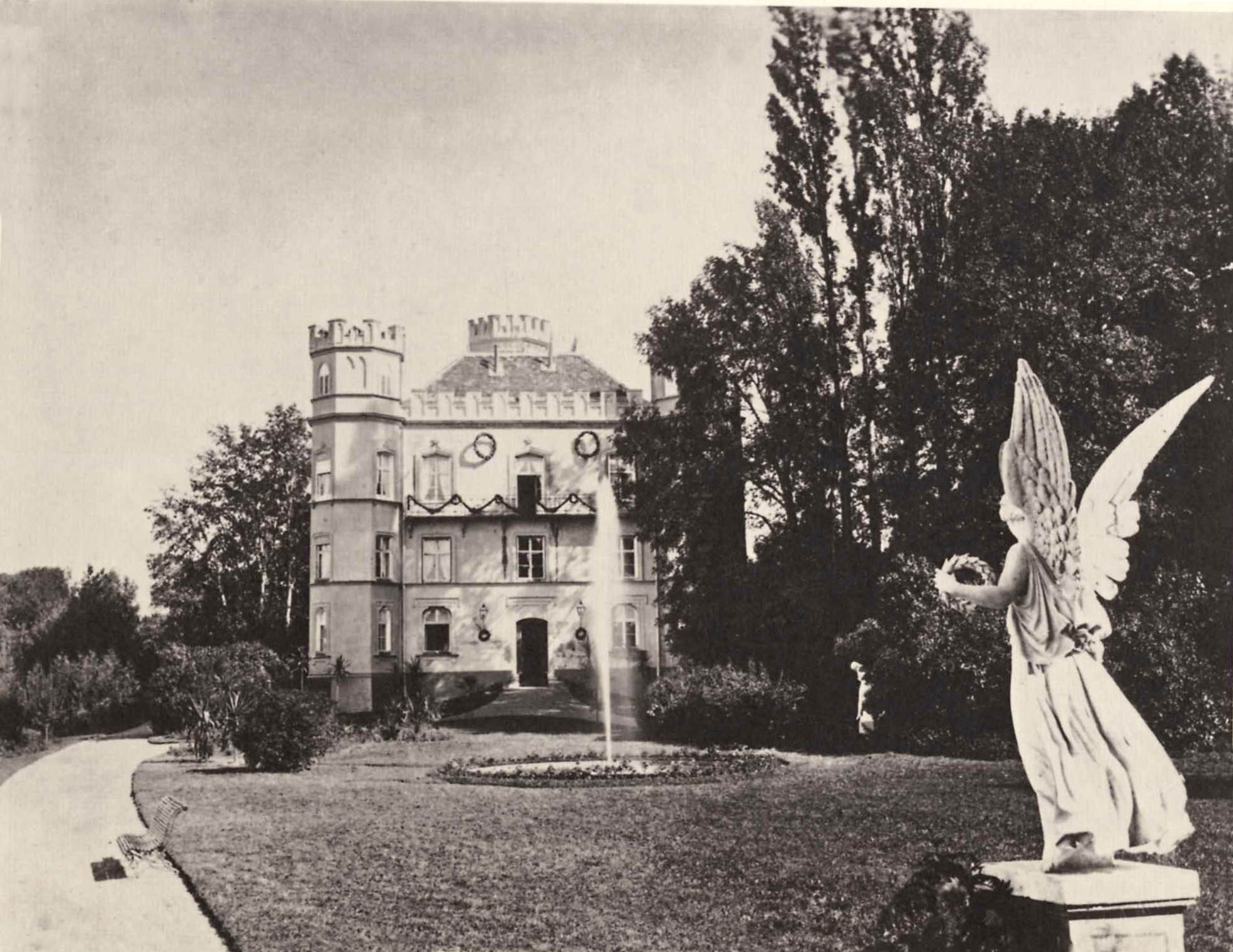
Joseph Albert: Schloss Berg am Starnberger See, um 1886

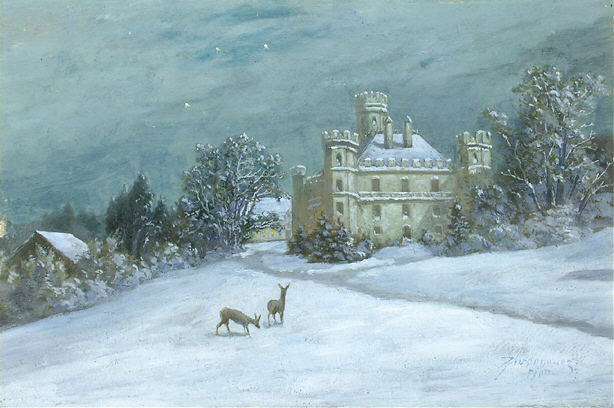
Anton Georg Zwengauer: Schloss Berg im Winter

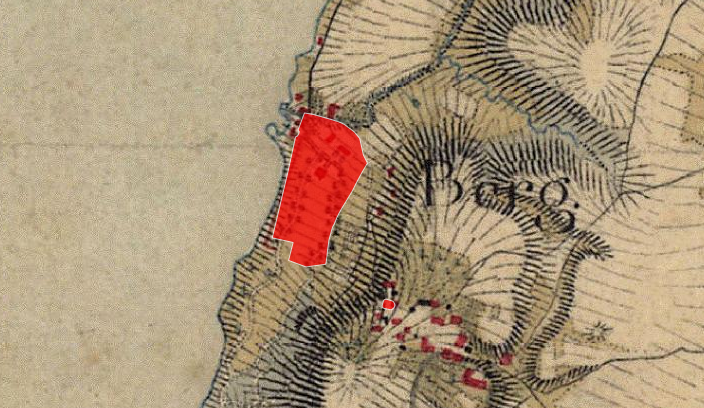
Lageplan von Schloss Berg (Bayern) auf dem Urkataster von Bayern

Das Bauwerk wurde 1640 im Stil einer italienischen Villa von Hans Georg von Hörwarth an der Stelle eines älteren Herrenhauses errichtet. Hörwarth stammte aus einer Augsburger Patrizierfamilie, die schon zuvor mehrere Besitzungen in der Umgebung hatte. 
1676 erwarb Kurfürst Ferdinand Maria die Hofmark Berg von der Familie Hörwarth. Die Glanzzeit war in der Zeit Kurfürst Max Emanuels und Kaiser Karl Albrechts. Vom Starnberger Schloss aus nahm der ganze Münchner Hof tagelang an Seefesten und Jagdausflügen teil, eine ganze Flotte von Prunkschiffen fuhr auf dem See, allen voran der Bucentaur und die Rote Galeere, Ziele der Ausflüge waren etwa die Schlösser Berg und Possenhofen, wo prunkvolle Feste und Jagden stattfanden. 

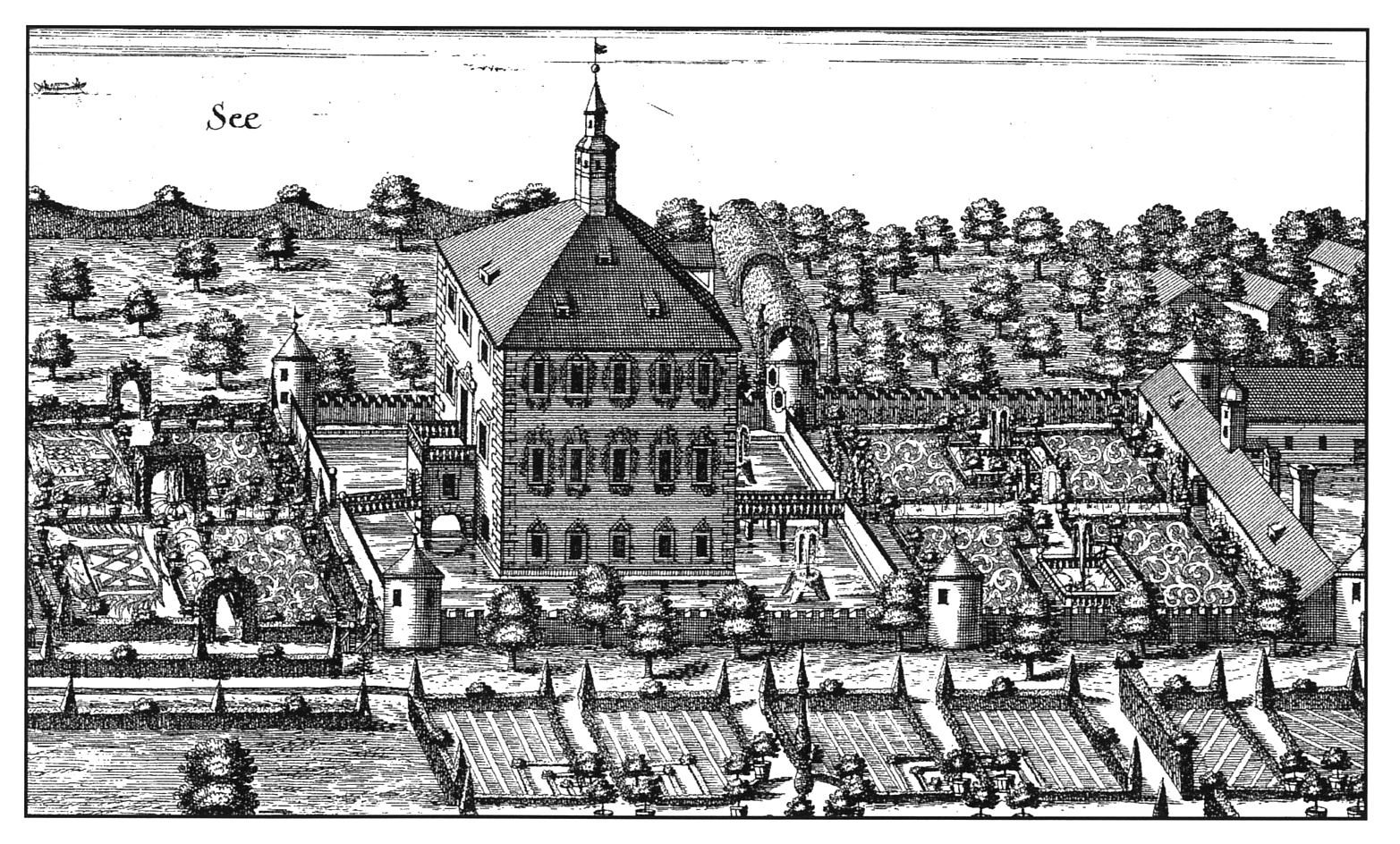
Das nur leicht befestigte Jagdschloss mit formalem Garten um 1700
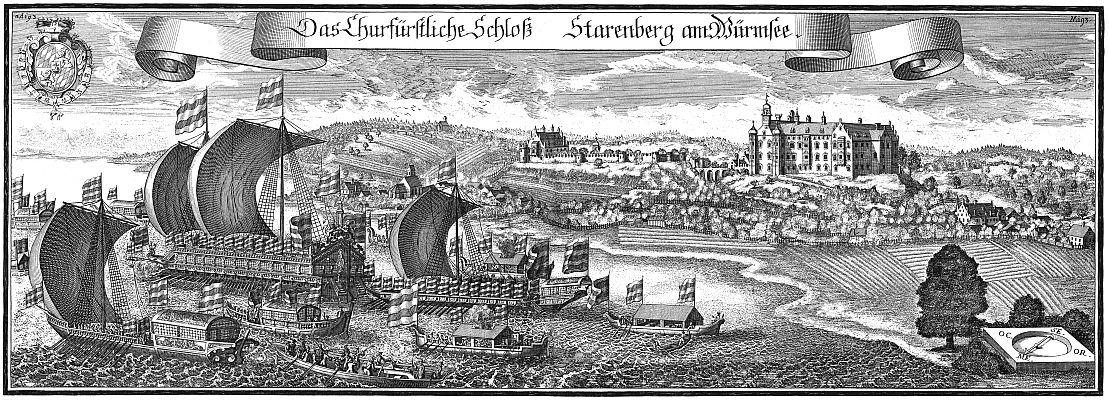
Der Bucentaur mit Begleitschiffen

In den Jahren 1849 bis 1851 ließ König Maximilian II. das Schloss von Eduard Riedel umfangreich umbauen. Er kaufte Grundstücke dazu und das Schloss erhielt vier Türme und Zinnen im neugotischen Stil. Später fügte König Ludwig II. noch den hohen fünften Nordturm hinzu, den er „Isolde“ nannte. 1853 hatte Max II. eigens einen kleinen Hafen anlegen lassen.
Ludwig II. nutzte das Schloss als Sommerresidenz. Alljährlich verlegte er am 11. Mai seinen Sitz nach Schloss Berg und führte von dort aus seine Regierungsgeschäfte. Dafür wurde sogar eine Telegraphenleitung zwischen Berg und München eingerichtet. Der König verbrachte die meiste Zeit seines Lebens auf Schloss Berg, hier schmiedete er seine Baupläne, hier empfing er Gäste wie den Komponisten Richard Wagner.
Im Jahr 1868 kam die russische Zarin Maria Alexandrowna auf Einladung des Königs nach Berg. Ludwig überließ ihr das Schloss für die Zeit ihres Besuchs zum Wohnen und ließ es für diesen Anlass prächtig ausstatten. Das Schloss war sonst, für Ludwigs Verhältnisse, eher schlicht gehalten.
Im Park, der von den Vorgängern nach den jeweiligen Moden, vom französischen bis zum englischen Garten gestaltet wurde, ließ Ludwig den Maurischen Kiosk aufstellen, den Franz von Seitz eigentlich für den Wintergarten auf dem Dach der Münchner Residenz gebaut hatte. 1876 ließ er eine kleine Kapelle erbauen.
Am 12. Juni 1886 wurde Ludwig II. nach seiner Entmündigung nach Schloss Berg gebracht. Von einem Spaziergang mit dem Arzt Bernhard von Gudden kehrten beide nicht lebend wieder. Die Todesursachen sind bis heute nicht geklärt. Nach offizieller Version ertrank er am 13. Juni 1886 im Starnberger See unweit des Schlosses, woran heute die Votivkapelle und davor ein Holzkreuz im flachen Uferwasser bei Berg erinnern.
Nach dem Tod des Königs wurde das Schloss zum Museum, 1939 zum Denkmal erklärt, weil es seit dem Tod Ludwigs II. nicht verändert worden war und ihm eine kulturelle, wie auch historische Bedeutung beigemessen wurde. Seit 1923 gehört es dem Wittelsbacher Ausgleichsfonds.
Direkt nach dem Zweiten Weltkrieg wurde das Schloss vom amerikanischen Militär genutzt. Die kriegsbedingten Schäden aus dem Zweiten Weltkrieg – insbesondere an den Ecktürmen – wurden 1949 bis 1951 beseitigt und das Schloss grundlegend renoviert, nachdem das Innere durch einen von den Amerikanern verursachten Wasserschaden stark beschädigt war. Das Wasser hatte den denkmalgeschützten Bau so gründlich zerstört, dass ihm sogar der Abriss drohte. Bei der Renovierung wurden auch die Ecktürme, Zinnen und der neugotische Fassadenstuck abgerissen und der äußere Ursprungszustand durch aufgemalte barocke Fensterumrahmungen wiederhergestellt. Vom Interieur zu Zeiten Ludwigs II. blieb nichts übrig.
Nicht verändert wurde die Schlosskapelle. Das Schloss diente seit 1949 Albrecht Herzog von Bayern bis zu seinem Tod 1996 als Hauptwohnsitz und seither seinem Sohn Franz von Bayern als Sommersitz. Es ist nicht zu besichtigen. Im Juli 2022 erhielten 50 Bürger der Gemeinde Berg im Rahmen der 1200-Jahr-Feier des Ortes einen kurzen Rundgang durch das Schloss.